# Boasjön (Eringsboda socken, Blekinge)
Boasjön är en sjö i Ronneby kommun i Blekinge och ingår i Ronnebyåns huvudavrinningsområde. Sjön är 16,6 meter djup, har en yta på 0,349 kvadratkilometer och är belägen 108,1 meter över havet.

## Delavrinningsområde
Boasjön ingår i det delavrinningsområde (625839-146428) som SMHI kallar för Vid mätstation Boasjöbäck. Medelhöjden är 124 meter över havet och ytan är 27,8 kvadratkilometer. Det finns ett avrinningsområde uppströms, och räknas det in blir den ackumulerade arean 56,55 kvadratkilometer. Lillån som avvattnar avrinningsområdet har biflödesordning 2, vilket innebär att vattnet flödar genom totalt 2 vattendrag innan det når havet efter 33 kilometer. Avrinningsområdet består mestadels av skog (83 procent). Avrinningsområdet har 1,31 kvadratkilometer vattenytor vilket ger det en sjöprocent på 4,7 procent.